# Bredebro
Bredebro is een plaats en voormalige gemeente in Denemarken.

## Voormalige gemeente
De oppervlakte bedroeg 150,51 km². De gemeente telde 3680 inwoners waarvan 1868 mannen en 1812 vrouwen (cijfers 2005).
Sinds 1 januari 2007 hoort de gemeente bij Tønder.

## Plaats
De plaats Bredebro telt 1539 inwoners (2007). Bredebro heeft een spoorwegstation en ligt aan de Deense weg 11.